# (200) Dinamene
(200) Dinamene és un asteroide que forma part del cinturó d'asteroides i va ser descobert per Christian Heinrich Friedrich Peters des de l'observatori Litchfield de Clinton, als Estats Units d'Amèrica, el 27 de juliol de 1879.
Està anomenat així per Dinàmene, un personatge de la mitologia grega, les primeres lletres de la qual recorden les primeres de la paraula grega per a dos-cents, nombre de l'asteroide.
Dynamene orbita a una distància mitjana de 2,738 ua del Sol, i pot apropar-se fins a 2,372 ua. La seva inclinació orbital és 6,896° i l'excentricitat 0,1336. Completa una òrbita al voltant del Sol al cap de 1.655 dies.